# Guioa subsericea
Guioa subsericea är en kinesträdsväxtart som beskrevs av Ludwig Radlkofer. Guioa subsericea ingår i släktet Guioa och familjen kinesträdsväxter. Inga underarter finns listade i Catalogue of Life.